# Karanemoura probata
Karanemoura probata (лат.) — ископаемый вид веснянок из семейства Perlariopseidae. Россия (Якутия, Сунтарский улус, Кемпендяй, Khaya Formation), юрские отложения (титонский ярус).

## Описание
Мелкие веснянки, размер заднего крыла 10,8 × 3,2 мм.
Вид Karanemoura probata был впервые описан в 1992 году российским энтомологом Ниной Дмитриевной Синиченковой Архивная копия от 12 мая 2014 на Wayback Machine (Лаборатория артропод, Палеонтологический институт РАН, Москва) вместе с ископаемым видом Perlariopsis basalis и другими. Виды Karanemoura probata, K. manca, K. appropinquata, K. brevis, K. curvata, K. distalis, K. divaricata, K. perpropinqua, K. abrupta образуют ископаемый род Karanemoura Sinitshenkova, 1987.